# William Forsythe (koreograf)
William Forsythe, född 30 december 1949 i New York, är en amerikansk dansare och koreograf, som bor i Frankfurt am Main. 
Han är känd för sitt arbete med Ballet Frankfurt (1984–2004) och med The Forsythe Company från 2005. Han har integrerat balett och bildkonst och producerat talrika installationer, filmer och webbaserade verk.

## Biografi
Forsythe började som lärling vid Joffrey Ballet 1971 och åtföljde därefter sin dåvarande fru Eileen Brady och fick engagemang vid Stuttgarter Ballet 1973. Där uppmuntrades han av balettens chef Marcia Haydée att ägna sig åt koreografi och han skapade under de kommande sju åren originalverk som uppfördes av baletter i München, Haag, London, Basel, Berlin, Frankfurt am Main, Paris, New York och San Francisco. Han blev 1984 chef för Ballet Frankfurt. Efter dess nedläggning 2004, satte Forsythe upp sitt eget Forsythe Company och fick därvid bidrag från delstaterna Sachsen och Hessen, städerna Dresden och Frankfurt am Main samt från enskilda sponsorer. Forsythe Company har sin bas i både Dresden och Frankfurt am Main.  
Kända verk är White Bouncy Castle (1997, i samarbete med Dana Caspersen och Joel Ryan), City of Abstracts (2000), Scattered Crowd (2002), airdrawing|whenever on on on nohow on (2004 i samarbete med Peter Welz) och You made me a monster (2005). Forsythes installationer har visats bland annat vid Louvren, Venedigbiennalen och Renaissance Society i Chicago,.
År 2014 blev Forsythe utnämnd till lärare vid University of Southern Californias nyinrättade Glorya Kaufman School of Dance.

## Verk i urval
- 1976 Urlicht
- 1983 Gänge
- 1983 France/Dance
- 1984 Artifact
- 1985 Steptext
- 1986 Isabelle's Dance
- 1986 Die Befragung des Robert Scott
- 1987 In the Middle, Somewhat Elevated
- 1988 Impressing the Czar
- 1990 Limb's Theorem
- 1991 The Second Detail
- 1991 Loss of Small Detail
- 1992 ALIE/N A(C)TION
- 1994 Self Meant to Govern
- 1995 Eidos:Telos
- 1996 The Vertiginous Thrill of Exactitude
- 1997 Hypothetical Streams 2
- 1998 Workwithinwork
- 1999 Endless House
- 2000 One Flat Thing, reproduced
- 2000 Kammer/Kammer
- 2001 Woolf Phrase
- 2003 Decreation
- 2005 Three Atmospheric Studies
- 2005 You made me a monster
- 2006 Heterotopia
- 2007 The Defenders
- 2008 Yes we can't
- 2008 I Don't Believe in Outer Space
- 2009 The Returns

## Utmärkelser
- "Bessie" Award (1988, 1998, 2004, 2007)
- Laurence Olivier Award (1992, 1999, 2009)
- Franska regeringens Commandeur des Arts et Lettres (1999)
- Wexner Prize (2002)
- Tyska danspriset (2004)
- Gyllene lejon för Lifetime Achievement-Venedig (2010)